# Plátsa
Plátsa (grec moderne : Πλάτσα) est une localité située dans le dème du Magne-Occidental, dans le district régional de Messénie, dans la périphérie du Péloponnèse, en Grèce.
Selon le recensement de 2021, elle compte 86 habitants.